# Rádio Estadão
Rádio Estadão, anteriormente conhecida como Rádio Eldorado e, mais tarde, Estadão ESPN, foi uma estação de rádio brasileira da cidade de São Paulo pertencente ao Grupo Estado.
Foi uma rádio com foco no jornalismo e no esporte, especialmente o futebol. Em sua estreia, foi dito que 38% da programação seria destinada a esportes, inclusive com programas da ESPN na televisão, como Bate-Bola, Futebol no Mundo e Linha de Passe. Foi considerada "a rádio mais esportiva do Brasil". Além do futebol, também transmitia outros esportes, como o basquete. A parceria entre o Grupo Estado e a ESPN, encerrada em 31 de dezembro de 2012  por decisão do grupo, foi anunciada em reuniões feitas na sede do jornal no bairro do Limão e da ESPN Brasil no Sumaré.

## História
Fundada em 4 de janeiro de 1958,a Rádio Eldorado foi pioneira na utilização do chamado "ouvinte repórter" e comandou campanhas pela limpeza do rio Tietê e contra a obrigatoriedade da difusão da Voz do Brasil nas rádios privadas. Já teve em seu elenco de locutores, repórteres e analistas nomes como: Geraldo Viotti, Bóris Casoy, Willian Bonner, Marília Gabriela, Jô Soares, Daniel Filho e Paulo Autran.
Em novembro de 2008, a Eldorado chegou o interior de São Paulo com a entrada da Eldorado Centro-Norte Paulista que é a Rádio Cultura de Cajuru e no dia 10 de novembro passou a ter uma emissora em São José dos Campos com a entrada da Rádio Metropolitana.
No início de 2009, se integrou a rede a FM 107.3, que transmitiu as jornadas esportivas da Rádio Eldorado-ESPN em conjunto com os 700 kHz.
Em 27 de março de 2011, a Rádio Eldorado passa a se chamar Rádio Estadão ESPN, uma rádio de programação 24 horas de jornalismo e esportes, na parceria entre o Grupo Estado e a ESPN Brasil. A programação foi veiculada na 700 AM e na 92.9 FM, com a programação musical da Eldorado FM indo para a 107.3 FM.
Após quase 60 anos de transmissão na frequência 700 AM, o Grupo Estado fechou um acordo com o bispo R. R. Soares, líder da  denominação evangélica neopentecostal Igreja Internacional da Graça de Deus, para a retransmissão da programação da Nossa Rádio, rede religiosa da igreja já presente em São Paulo em FM 106.9. Com isso, a programação da Rádio Estadão ficou restrita apenas a sua frequência em 92.9 FM. A mudança aconteceu a 0h do dia 25 de maio de 2015. O Grupo Estado justificou que a mudança na frequência está de acordo com o posicionamento da empresa : priorizar as plataformas digitais. A frequência em AM da rádio ainda ficará sob o comando do Grupo Estado, que poderá futuramente transferi-la para R. R. Soares.
Em janeiro de 2017, o Grupo Estado inicia um Plano de Demissão Voluntária na Rádio Estadão e na Eldorado FM. Divulgado pelo site Comunique-se, a informação era de que o número de operadores das rádios deveriam cair pela metade. Em fevereiro de 2017, a Rádio Estadão passa a ter transmissão simultânea com a Eldorado FM. Durante o período, foi especulado que a transmissão conjunta seria um antecedente para uma possível extinção da Eldorado. No mesmo mês, foi divulgado pela imprensa que a Estadão iria voltar a ter uma equipe para realizar transmissões esportivas. Inicialmente estava previsto contar com o ex-jogador de futebol José Ferreira Neto, mas vetado pelo Grupo Bandeirantes de Comunicação. O empresário Edgard Soares iria liderar a nova equipe.
Em 10 de março de 2017, o Grupo Estado informa internamente que a Rádio Estadão seria encerrada. Em seu blog, o jornalista Anderson Cheni divulga que Marcel Naves e a apresentadora Alessandra Romano haviam sido demitidos da emissora e que seu futuro era incerto. Em nota enviada à imprensa no mesmo dia, o Grupo Estado confirmou o fim das operações da Rádio Estadão, acrescentando que continuará a manter a Eldorado FM. A nota também afirma que o grupo deverá manter o "seu foco jornalístico em plataformas digitais", sendo que a Eldorado absorverá tal conteúdo. Os programas Estadão no Ar (que voltará a se chamar Jornal Eldorado) e Conexão deverão migrar para a Eldorado FM, sendo que o Estadão Esporte Clube deverá ser apresentado na página do jornal no Facebook.
O encerramento das produções próprias ocorreu em 17 de março de 2017, sendo que, no dia seguinte, passou a transmitir programação musical. Em 20 de março de 2017, após o arrendamento da emissora à denominação neopentecostal Comunidade Cristã Paz e Vida, a Rádio Estadão desapareceu, passando a frequência 92.9 MHz a ser operada pela Feliz FM, após um período de transição e adaptação do público.Por não conseguir o valor necessario para a compra, em 24 de junho de 2019 a Feliz FM informou a todos os ouvintes que deixaria de transmitir nos 92.9 em setembro, uma vez que no mesmo dia o apresentador Ratinho comprou a emissora do Grupo Estado. Atualmente a FM 92.9 é ocupada pela Massa FM São Paulo.